# Keizersgracht 453
Keizersgracht 453 is een grachtenpand met halsgevel aan de noordoostkant van de Keizersgracht in Amsterdam, tussen de Leidsegracht en de Leidsestraat. Het is aangewezen als rijksmonument. Volgens de Rijksdienst voor het Cultureel Erfgoed is het gebouw van zeer hoge cultuurhistorische waarde.
Het pand werd in 1669 gebouwd. Het is onder meer bekend als de locatie van de boekwinkel van Cornelis van Gogh, een oom van Vincent van Gogh.

## Bewoners en functies
- Cornelis Marinus van Gogh (1826–1908), oom van kunstenaar Vincent van Gogh, verhuisde zijn boekwinkel hiernaartoe in 1871.[2] "Oom Cor" werkte oorspronkelijk bij zijn broer Hein en bij de kunsthandel van zijn andere broer, die ook Vincent heette. Hij begon zijn eigen boekwinkel in 1849. In 1853 verhuisde hij eerst naar de Leidsestraat voordat hij zich vestigde aan de Keizersgracht. Vincent van Gogh bezocht de winkel in 1877-1878. In 1882 betaalde oom Cor Vincent voor twee series schilderijen, stadsgezichten van Den Haag. De boekwinkel bleef op Keizersgracht 453 tot rond de tijd van de dood van Cornelis.
- In de jaren 1910 werd het pand gesplitst in meerdere appartementen, kantoorruimtes, een winkel.
  - Er zijn advertenties voor een Prakta-schrijfmachinewinkel in het pand (19 juni 1919).
  - J.M. Baay woonde er vanaf 1931. Hij renoveerde Prinsengracht 971.[3]
  - Antonius Reinoud Wilhelmus Maria Dunselman had er zijn kantoor of appartement (1932). De in 1901 geboren Dunselman was de advocaat van Otto Frank, vader van Anne Frank, en in 1935 werd hij commissaris van Franks bedrijf Opekta, toen Joden bedrijven niet meer mochten aansturen.[4]
  - Kantoor van de filmstudio Lumina (1934)
  - De Delcama-sigarenfabriek (1937-?)
- Tot op heden is het pand opgedeeld in appartementen en kantoren.

## Voormalige huisnummering
In het huisnummeringssysteem van voor 1875, had het pand het nummer 364 in wijk JJ ("JJ 364").
In het huisnummeringssysteem daarvoor, dat wil zeggen van voor 1853, had het pand het kleine nummer 162 in wijk 55.